# منتزه دورميتور الوطني

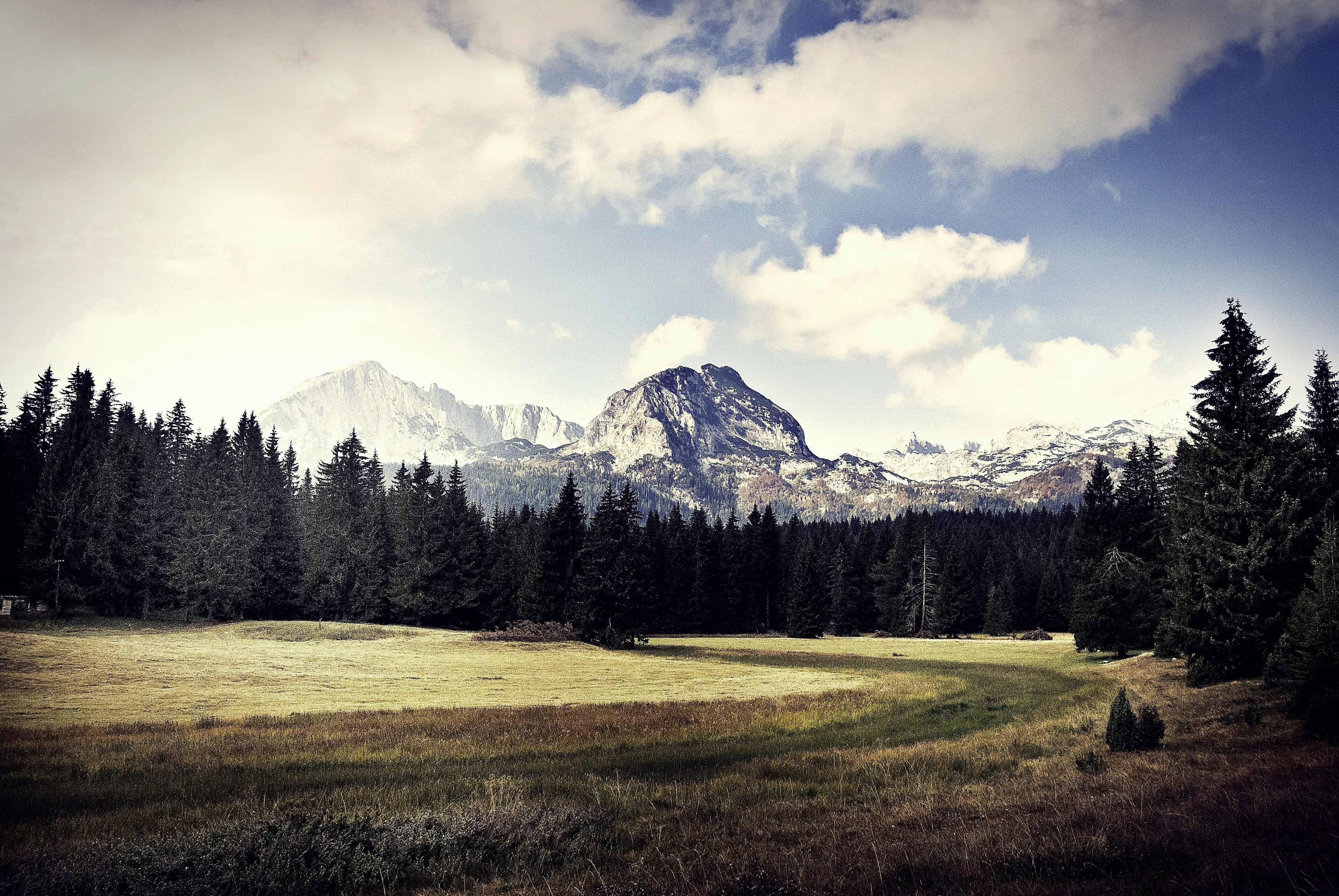
منتزه دورميتور الوطني

يقع منتزه دورميتور الوطني في الجبل الأسود ويتألَّف من جبال جليدية تجتازها الأنهر والمياه الجوفية، ويقع على طول التارا في أكثر المضائق عمقًا في أوروبا، كما يحوي غابات الصنوبريات الكثيفة وبحيرات المياه الصافية، ويحتوي على تشكيلة كبيرة من النباتات المستوطنة.